# Benetton B186
La Benetton B186 è stata la prima monoposto costruita dal team Benetton Formula per prendere parte al campionato mondiale di Formula 1.
Impiegata nella stagione 1986, conquistò due pole-position, 3 giri veloci in gara e la vittoria al Gran Premio del Messico con Gerhard Berger.

## Progetto
La B186 venne progettata da Rory Byrne, già l'anno prima alla guida del reparto tecnico della Toleman (squadra da cui era nata la Benetton), il quale partì dai principi ispiratori dell'antesignana TG185 per disegnare una vettura di fatto completamente rinnovata.
La scocca, in fibra di carbonio, venne realizzata seguendo il concetto del telaio nudo, dunque non separato dalla carrozzeria (come invece facevano gli altri costruttori), secondo la prassi introdotta da Gustav Brunner sulla ATS del 1983, che Byrne aveva già ripreso sulla Toleman TG185. Essa consentiva di mantenere il telaio molto più rigido rispetto a quelli tradizionali, e la Benetton l'avrebbe poi stabilmente implementata su tutti i suoi modelli negli anni a venire.
Tale scelta fu indotta anche dal cambio di fornitura dei motori: il team manager Peter Collins aveva infatti deciso di investire i fondi a sua disposizione per cercare propulsori più prestazionali degli Hart utilizzati dalla Toleman, optando infine per il potente BMW M12/13, capace di erogare anche 1200-1300 cavalli in configurazione da qualifica. Tale motore era inoltre particolarmente compatibile con il progetto di Byrne (avendo quattro cilindri come l'antesignano Hart) e richiese semplicemente una ridefinizione dei valori di rigidezza torsionale e flessionale del telaio, al fine di sopportarne la maggior potenza e coppia motrice sviluppate.
Particolari difficoltà si ebbero nel disegno dell'abitacolo, che doveva adattarsi a due piloti fisicamente molto diversi: Teo Fabi era infatti abbastanza minuto, mentre Gerhard Berger era decisamente più alto. Il posto di guida dovette quindi essere disegnato soprattutto su misura dell'austriaco, riducendo inevitabilmente l'efficienza aerodinamica della vettura.

## Livrea e sponsorizzazioni
La carrozzeria venne pellicolata in livrea bianco-verde, colori propri del gruppo Benetton, analogamente alle soluzioni implementate negli anni addietro su Tyrrell e Alfa Romeo allorché sponsorizzate dal brand italiano. Rispetto ad esse, la B186 si distingueva per la presenza di "pennellate" multicolori che andavano a vivacizzare lo schema cromatico di base. Le superfici alari mantennero invece il colore nero. I marchi correlati alla holding di Ponzano Veneto occuparono buona parte del corpo vettura.
Per quanto concerne le forniture tecniche, la Benetton si accordò con Wintershall per olio e carburante e con Pirelli per gli pneumatici (questi ultimi in alcuni casi vennero forniti con spalle "personalizzate" in colori vivaci).

## Carriera agonistica
La B186 si rivelò competitiva, riuscendo ad inserirsi con buona regolarità nelle posizioni di vertice sia in qualifica che in gara. Il tallone d'Achille consistette nella scarsa affidabilità del motore BMW, che più volte (soprattutto a metà stagione) arrivò alla rottura e costrinse i piloti al ritiro.
La Benetton risultò comunque la squadra più performante tra quelle motorizzate dalla casa tedesca, distaccando ampiamente anche la Brabham, che pure aveva un rapporto privilegiato col costruttore bavarese e disponeva di un'unità motrice costruita ad hoc. Tuttavia la vettura disegnata da Gordon Murray pagava il prezzo di un design troppo estremo, nel quale il motore era installato in posizione inclinata, compromettendone ulteriormente l'affidabilità. Le scelte più convenzionali della ex Toleman si rivelarono quindi maggiormente remunerative.

### Risultati completi
Legenda: (I risultati in grassetto indicano la Pole Position; quelli in corsivo indicano i giri più veloci in gara.)
| Anno | Team             | Motore             | Gomme | Piloti |    |   |     |     |    |     |     |     |     |     |     |     |     |     |     |     | Punti | Pos. |
| ---- | ---------------- | ------------------ | ----- | ------ | -- | - | --- | --- | -- | --- | --- | --- | --- | --- | --- | --- | --- | --- | --- | --- | ----- | ---- |
| 1986 | Benetton Formula | BMW M12/13 1,5 I4t | P     | Fabi   | 10 | 5 | Rit | Rit | 7  | Rit | Rit | Rit | Rit | Rit | Rit | Rit | Rit | 8   | Rit | 10  | 19    | 6º   |
| 1986 | Benetton Formula | BMW M12/13 1,5 I4t | P     | Berger | 6  | 6 | 3   | Rit | 10 | Rit | Rit | Rit | Rit | 10  | Rit | 7   | 5   | Rit | 1   | Rit | 19    | 6º   |

| Legenda | 1º posto     | 2º posto | 3º posto    | A punti         | Senza punti/Non class.  | Grassetto – Pole position Corsivo – Giro più veloce |
| Legenda | Squalificato | Ritirato | Non partito | Non qualificato | Solo prove/Terzo pilota | Grassetto – Pole position Corsivo – Giro più veloce |